# Ivana Dobrakovová

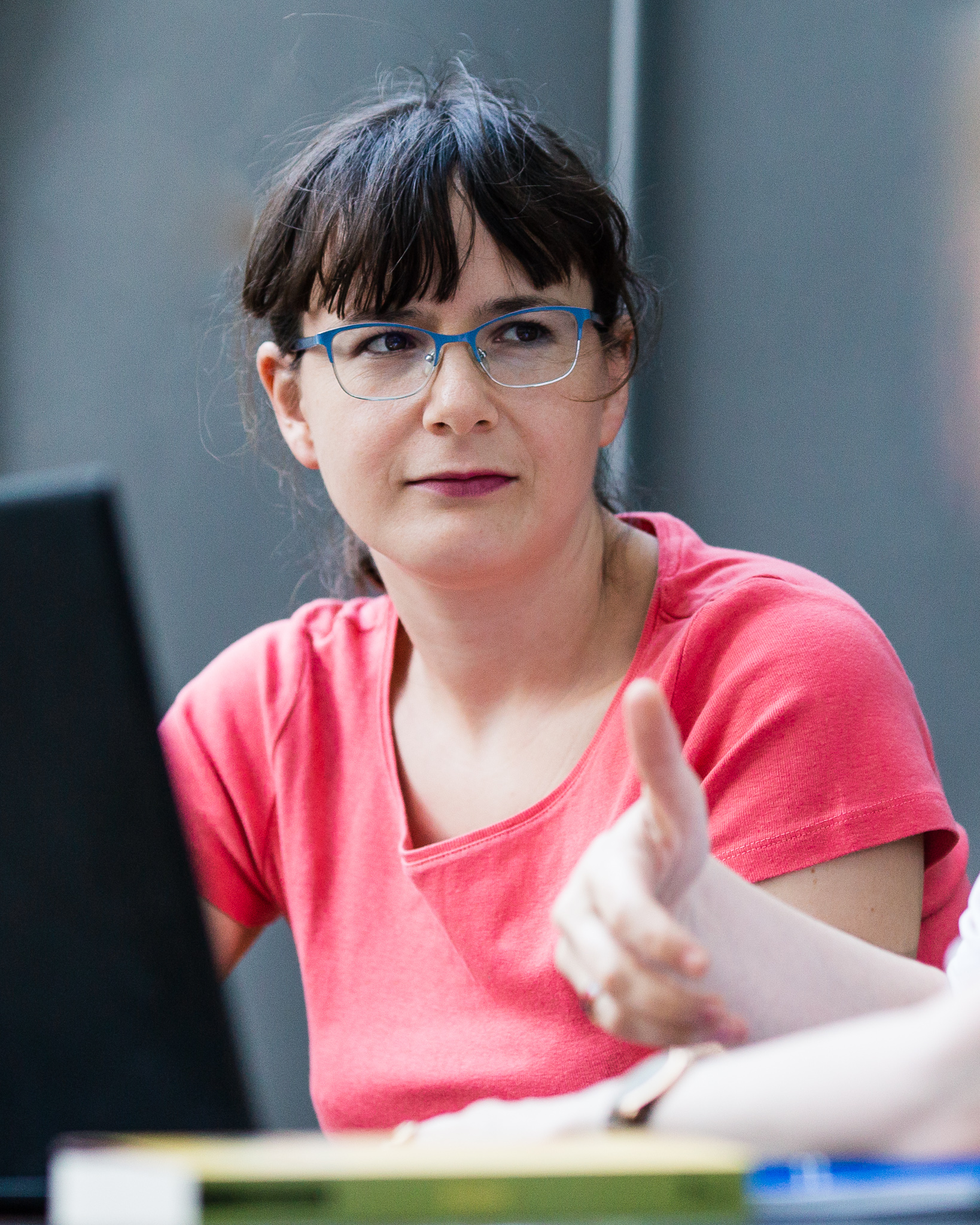
Ivana Dobrakovová (2018)

Ivana Dobrakovová (* 17. April 1982 in Bratislava) ist eine slowakische Schriftstellerin und Übersetzerin.

## Leben
Dobrakovová besuchte die Schule in Bratislava und studierte von 2000 bis 2005 Übersetzung und Dolmetschen aus dem Englischen und Französischen an der Comenius-Universität in Bratislava. Seit 2005 lebt sie in Turin und arbeitet als freiberufliche Übersetzerin aus dem Französischen und Italienischen.

## Werke
- Prvá smrť v rodine, 2009
- Bellevue, 2010
- Toxo, 2013
- Matky a kamionisti, 2018

## Auszeichnungen
- 2019: Literaturpreis der Europäischen Union für Matky a kamionisti